# Пацифікаційний сейм
Пацифікаційний сейм — різновид загального сейму в Першій Республіці Посполитій, спрямований на досягнення примирення та заспокоєння в країні. Його назва походить від латинського слова pacificatio, що означає спокій. Пацифікаційний сейм був скликаний, щоб покласти край періоду боротьби та внутрішньої напруги, що виникли внаслідок розколу виборів.
Пацифікаційні сейми: 1589, 1673, 1699, 1736 років.

## Виноски
1. ↑  Sejm pacyfikacyjny. dziejesejmu.pl (пол.).